# NGC 4676
NGC 4676 (aussi appelé Les galaxies des Souris) est une paire de galaxies lenticulaires située dans la constellation de la Chevelure de Bérénice. NGC 4676 a été découverte par l'astronome germano-britannique William Herschel en 1785. Cette paire de galaxies a aussi été observée par l'astronome autrichien Rudolf Ferdinand Spitaler le 20 mars 1892 et elles ont été inscrites à l'Index Catalogue sous les cotes IC 819 et IC 820.

## Description
La vitesse de la paire par rapport au fond diffus cosmologique est de 6 877 ± 19 km/s, ce qui correspond à une distance de Hubble de 101,4 ± 7,1 Mpc (∼331 millions d'al).
Selon un article paru en 1961, NGC 4676 fait partie de l'amas du Coma qui est le plus souvent appelé l'amas de la Chevelure de Bérénice.
Avertissement concernant les désignations non standard. Les galaxies IC 819 (PGC 43062) et IC 820 (PGC 43065) sont parfois respectivement désignées comme NGC 4676A et NGC 4676B. Cependant, lorsque des paires de galaxies sont désignées de cette façon, il arrive parfois que les lettres soient attachées aux « mauvaises » galaxies, auquel cas une discussion de leurs propriétés physiques peut devenir tout aussi incorrecte. De telles désignations non standard devraient toujours être évitées. Les propriétés ainsi que les diverses désignations de chacune des galaxies de cette paire sont détaillées dans les articles IC 819 et IC 820.

## L'image captée par le télescope Hubble

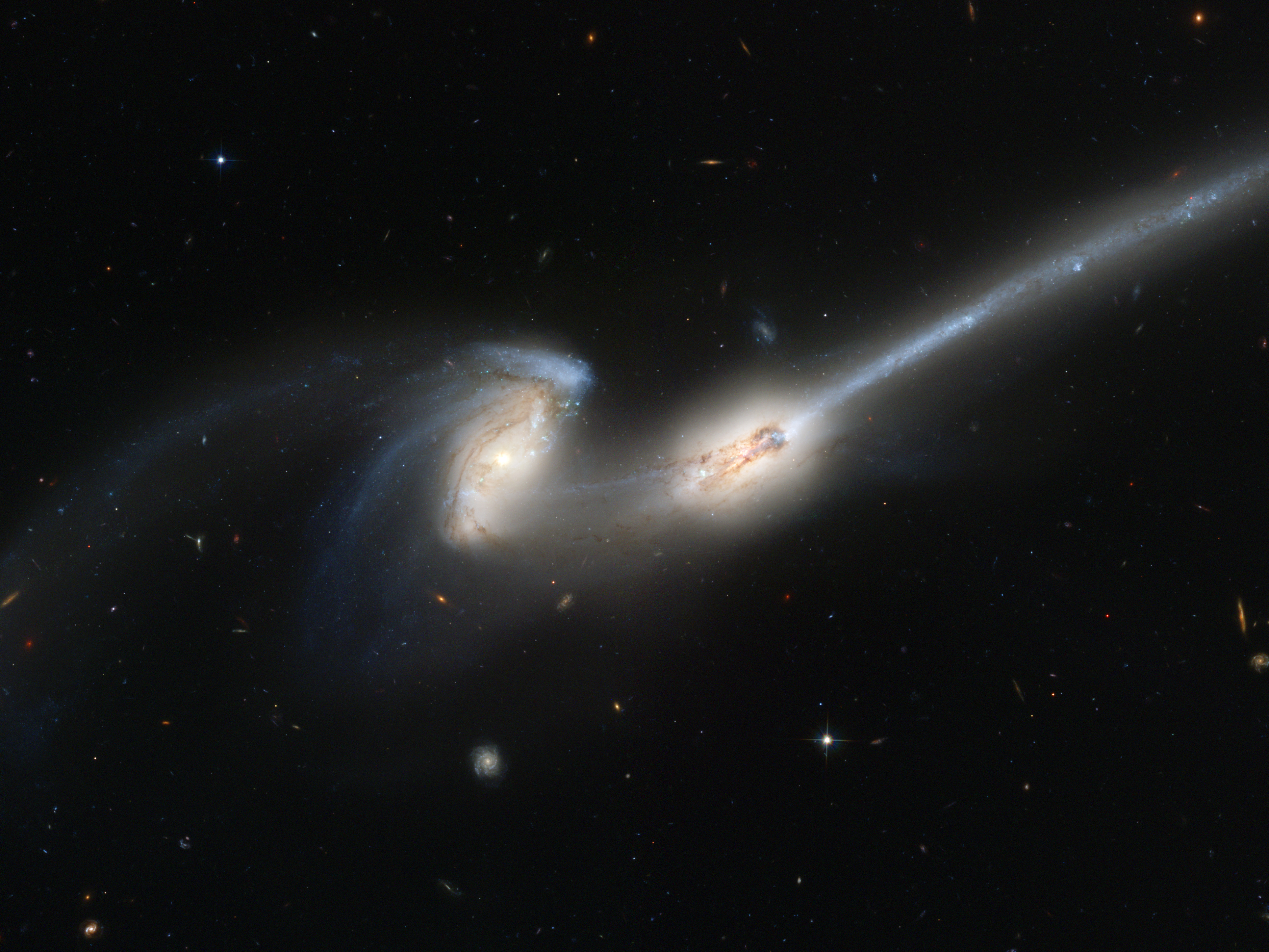
NGC 4676 par le télescope spatial Hubble.

Cette image a été captée par la caméra ACS du télescope spatial Hubble le 7 avril 2002 à travers des filtres bleu et orange ainsi que d'un filtre de l'infrarouge proche. On les appelle les galaxies des Souris en raison des longues queues d'étoiles et de gaz provenant de la collision des deux galaxies. Cette paire est en voie de fusionner et elle formera une seule galaxie géante.
À ce jour, cette image est la plus détaillée que nous ayons de cette paire de galaxie avec les nombreuses étoiles que nous pouvons y observer. Les cascades bleues de la galaxie à gauche (IC 820) correspondent à des amas de jeunes étoiles massives et chaudes dont la formation a été déclenchée par les forces de marées gravitationnelles produites par la rencontre des deux galaxies. On peut également observer sur l'image des courants de matière entre les deux galaxies.
Les amas de jeunes étoiles dans la longue queue de marée (de IC 819) en haut à droite sont séparés par des régions plus pâles. Ces régions suggèrent que les amas d'étoiles se sont formés à partir de l'effondrement gravitationnel du gaz et de la poussière qui occupaient autrefois ces zones. Certains amas ont des masses lumineuses comparables aux galaxies naines qui gravitent autour du halo de notre propre galaxie de la Voie lactée.
Des simulations numériques réalisées par Josh Barnes de l'université d'Hawaï et par John Hibbard du National Radio Astronomy Observatory à Charlottesville en Virginie ont montré que nous voyons deux galaxies spirales presque identiques environ 160 millions d'années après leur rencontre la plus rapprochée. La longue queue droite est en réalité courbée, mais elle semble droite parce que nous la voyons par la tranche. La simulation montre aussi que les deux galaxies fusionneront pour former une seule grande galaxie elliptique. Les étoiles, le gaz et les amas lumineux d'étoiles dans les queues de marée retomberont soit dans les galaxies fusionnées, soit en orbite dans le halo de la galaxie elliptique nouvellement formée.
Les galaxies des Souris nous donne un aperçu à ce qui arrivera à la Voie lactée et à la galaxie d'Andromède dans plusieurs milliards d'années,.